# Agustín Ledesma
Agustín Ledesma (n. 8 martie 1994, Buenos Aires, Argentina) este un jucător de tenis argentinian, medaliat olimpic. A participat la 0 ediții ale Jocurilor Olimpice () în care a câștigat 1 medalie de argint.